# Nobilinus albardae
Nobilinus albardae är en insektsart som först beskrevs av Mclachlan 1875.  Nobilinus albardae ingår i släktet Nobilinus och familjen guldögonsländor.

## Underarter
Arten delas in i följande underarter:
- N. a. insignitus
- N. a. phantomus
- N. a. albardae